# Cryptocellus platnicki
Espèce
Cryptocellus platnicki est une espèce de ricinules de la famille des Ricinoididae.

## Distribution
Cette espèce est endémique du département du Chocó en Colombie. Elle se rencontre vers Acandí.

## Description
Le mâle holotype mesure 4,71 mm et la femelle paratype 5,08 mm.

## Étymologie
Cette espèce est nommée en l'honneur de Norman I. Platnick.

## Publication originale
- Botero-Trujillo & Perez, 2008 : A new species of Cryptocellus (Arachnida, Ricinulei) from northwestern Colombia. Journal of Arachnology, vol. 36, no 2, p. 468-471 (texte intégral).